# Округ Окони (Џорџија)
Округ Окони (енгл. Oconee County) је округ у америчкој савезној држави Џорџија.

## Демографија
По попису из 2010. године број становника је 32.808, што је 6.583 (25,1%) становника више него 2000. године.
| Група             | 2000.          | 2010.          |
| Белци             | 23.112 (88,1%) | 28.306 (86,3%) |
| Афроамериканци    | 1.683 (6,4%)   | 1.635 (5,0%)   |
| Азијати           | 376 (1,4%)     | 1.022 (3,1%)   |
| Хиспаноамериканци | 833 (3,2%)     | 1.436 (4,4%)   |
| Укупно            | 26.225         | 32.808         |